# 拗九节
拗九節（平話字：Â-gāu-cáik，實際讀音：/ɑ˨˩ au˥˥ ʒɑik˨˦/）是閩都文化圈的傳統節日，定於每年農曆正月廿九。在這一日，家家戶戶都煮拗九粥祭祀祖先或者贈與親朋好友，而已經出嫁的女子則送拗九粥回娘家孝敬父母。其流行於福州十邑、三明尤溪、寧德霞浦等地，是福州民系的重要節日。

## 名稱与由来
關於拗九節的来历，可考资料可追溯至明清时期。而其來歷与名称有多種說法。其中一种与《目连》戏中的目连救母有关，惟此版本起源被认为是后人所植入；还有些说法与福州民俗中的数字“九”有关。拗九节最初称“下九节”，又因为“下”“后”“窈”“拗”“孝”在福州话中谐音，各种名称常互换用，现多称拗九节。

### 以廿九名
拗九节最初称“下九节”。闽俗中，正月分“三九”，正月初九称为“上九”，十九称为“中九”，廿九称为 “下九”，而每年第一个廿九日就叫做“下九节”。《闽杂记》等古籍持此观点。而又以廿九日为新年正月最后的“九”日，称其为“后九节”。
又按福州民俗，“九”是個不好的數字，會給人帶來貧窮的運氣。20世纪初，有福州本地报纸介绍拗九节由来时称：“‘九’字为数之终，年事及九，恐遭不测，必拗过乃九，方为吉祥。”所以在正月廿九這天，煮拗九粥送給別人才能把霉運趕出家門。

### 目連救母
福州人傳說佛教大羅漢目連的母親平素蠻橫，死後靈魂被罰沒有飯喫。目連每天送給母親的飯，都會被陰間的無常鬼卒喫掉。有一天，目連送一碗黑芝麻、糯米與花生、紅棗、桂圓等加紅糖煮成的黑色甜粥，鬼卒以為這粥骯髒就不肯拿，目連他母親才用到了餐。此故事亦有另一种说法：狱卒见到粥，问：“这是何物？”目连答：“拗垢粥。”福州话中“拗垢”就是肮脏的意思，狱卒信以为真，目连的母亲才得以吃到粥。这一天也被称为拗九节。
但有观点认为其实“目莲救母”的故事是后人植入的。明朝长乐人謝肇认为，虽“相传目莲以是日供母”，然而事实上节日起源不是它。《榕城考古略》认为，拗九粥来自下文将言及的“除贫”习俗，而“不始于目连也”。20世纪初尝有福州报章认为：“但按之目连救母，书无明文，何能据之为实？”

### 其他说法
《四时宝鉴》語云：“高阳氏之子好衣敝食糜，是日（指正月二十九日）死。世作糜粥破衣，弃于巷口曰除贫，此仍其遗俗也。”给出了不同的起源说，即“除贫”说。《五杂俎》、《续通志》、《岁时记》亦持此观点。而据明士谢肇《五杂俎·天部二》所言，拗九节因“天气常窈晦”，又称为“窈九节”。

## 拗九习俗
清乾隆《福州府志》载：“正月二十九日，杂饴果煮糜哺之。”拗九节时，人们要吃拗九粥，抑或九宝饭、“时来运转”。此外还要“过九”。

### 食拗九粥
拗九粥因为目连救母的典故，以及女子回娘家送粥的习俗，又叫“孝九粥”、“孝子粥”、“孝顺粥”；又因为农历廿九日为“下九”，别名“下九粥”。另因目連救母日恰為農歷正月廿九，目连母这年也正好二十九岁，所以此粥也称为“后九粥” 。以后又以粥的颜色拗黑，叫“拗九粥”。而根據地域劃分，則城区称粥为“下九粥”、“后九粥”、“拗九粥”，外县有的也叫“后九糜”、“乌九粥”。据乾隆《福州府志》记载，榕有俗语云：“食之却病。”这是由于拗九节时值春寒料峭时，喝温暖且甘温补胃脾的拗九粥，可养生健体。
拗九粥在福州的规范煮法是，以糯米与花生、桂圆、红枣、芝麻、荸荠、豇豆等混合煮成，然后加糖。闽侯、闽清、福清、罗源、连江、长乐、平潭、古田、尤溪、霞浦等地也大同小异。现在福州拗九粥做法花样更多，既有传统的甜粥，也有创新的咸粥。咸粥用料考究，有虾仁、淡菜、肉丝、目鱼或鱿鱼、葱菜等等，并加虾油，更具地方特色。

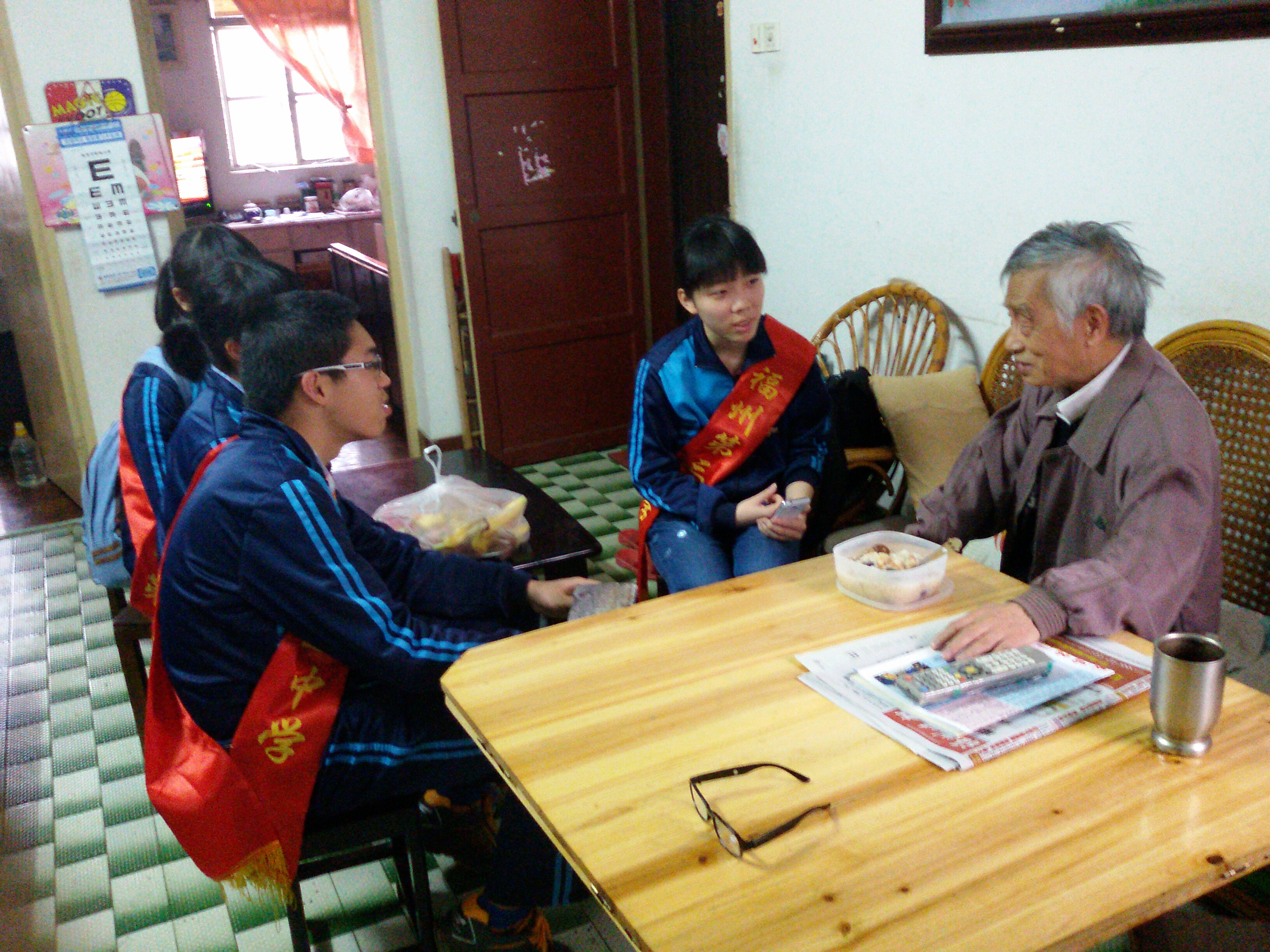
福州某高中青年志愿者拗九节敬老活动

按传统，拗九粥煮好后，先祭天地、供灶神、祀祖先，后饷亲族，及厝边邻里间互馈送，并备以饷客。出嫁后的女子，将拗九粥上用染成红色的花生，排出“寿”“喜”字，送父母、亲戚，借表孝心。以故亦称为“孝顺粥”、“孝子粥”。届时，其父母亦自制拗九粥，回赠子女。娼门亦煮之，以饷“恩客”，称“咬胶粥”。
而現代，福州的部分学校或学生也会在拗九节组织送粥敬老活动。福州十九中举办此活动的老师认为，送粥敬老可让学生“亲身感受中国的传统美德”，“了解福州传统的习俗”。福州三中参与此类活动的青年志愿者，亦称这么做是“应该的”，“很有意义”。

### 过九
“过九”，是在拗九节这天早上吃太平面、太平蛋。在给年有“九”的长辈送“拗九粥”的同时，还要送太平线面与两个太平蛋，以祝愿平安过关，福寿绵长，这一风俗至今在福州地区仍普遍流传。另有习俗，若有岁数符此数者，不仅须吃太平面，还要到九个亲友家中，食其所备拗九粥，以祛恶运。招待者多以贺年制作的糟肉、卤蛋、酱蹄等佐之，以表敬意。《藤山志》等文献记载的习俗则是：拗九粥要被亲友互相馈送，若年逢“九”，又无人送粥，则可以直接向邻里索取，直至索满九家。在拗九节当日，已出嫁女子回娘家送拗九粥时，同时配太平面和一两碗酒菜，统称为“送九”。已分家另过的儿子也要如此做。20世纪初，有的福州本地报纸这样描述彼时过九的场景：
|  | 此粥送往岳家及戚友，互相馈送，往返不绝。 提筐携盒，一荤一粥，家家如是。 |

按福州民俗，“九”是個不好的數字，潜含不祥。“九”有“明九”与“暗九”之分；“明九”是指年龄中带九的数，如十九、二十九、三十九等等；“暗九”是指年龄中带有九的倍数，如十八、二十七、三十六、四十五、五十四，等等。家庭成员年龄中凡有“明九”与“暗九”的，均要“过九”。

### 食“九宝饭”
在尤溪的一些地方，凡已婚未育或未生育男孩的少妇，往往都在正月廿九前回娘家吃“九宝饭”，以图吉利。娘家也为她们祈求早生贵子。

### 食“时来运转”

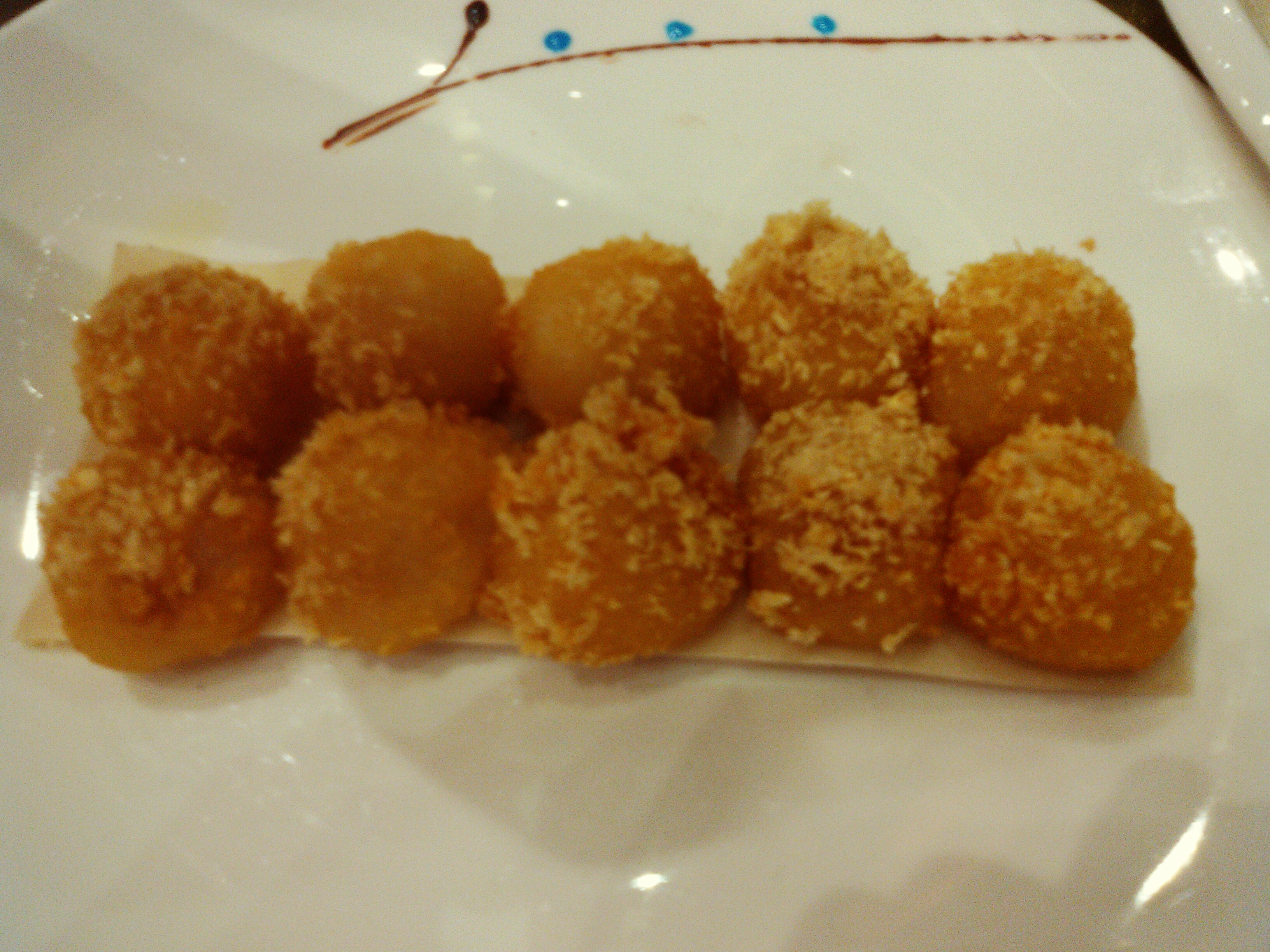
時來運轉

在平潭，家家户户都要在拗九节当天做一种叫“时来运转”的小吃。制作“时来运转”首先要擀面皮，在石舂臼中加入磨细的地瓜粉和凉透的熟地瓜，而后加馅料，一般有蟹肉、虾仁、紫菜等。
“时来运转”来源于一个传说。相传在平潭有一个渔民，含冤入狱被判死罪，其子心疼父亲，每次探监都为父亲送去可口的饭菜，无奈每次都被狱卒吃个干净。后来他心生一计，将糖、枣、柿饼等捣成泥做成馅，外面包着地瓜粉做的皮，再粘些饭渣，这样外表难看里面可口的食物终于瞒过了狱卒，送到父亲手中。最终熬到正月二十九这天，巡按查明案情，父亲沉冤昭雪。后人为纪念这位孝子，把当天定为“孝父节”。平潭人也形成了家家都有石舂臼的风俗习惯。

### 其他习俗
是日，有清扫屋厝内尘秽之物，并投之水中的习俗，称为“送穷”。是夜，燃放“火炮柴”即将结束的时候，将未燃尽的木柴从火堆里抽出，放到厨房灶膛中，以求带来一年好运。
拗九节还有“化灯”的习俗。元宵节的纸灯在室内一直要点到拗九节这天，到晚上灯烛燃尽，才聚于祖先案前焚化，称为“化灯”。盖指“烧”为“化”，以“化”为“發”。并高呼“发采（财）”，以求发丁、发财。此日以故亦谓为“烧灯节”。“化灯”为福州旧俗，现已不流行。
晋安鳝溪以“白马王”为社神。每岁迎年，择于拗九节，以白马王为主体，故乡俗称其“拗九王”。南台大庙山北麓的南禅里至铸鐤环一带所祀社神也被称为“拗九王”，并有“大王出巡”活动。曾有说法称拗九王指北宋王安石，实属张冠李戴。亦有传说称，曾有香匠在鳝溪旁臼香，不慎遇险，却被“白马王”救了一命。此后福州香业中人，例定于拗九节至鳝溪白马王庙，进香祝拜。
自1981年始，仓山城门镇胪雷村胪峰的乡亲，每年都在陈氏祠堂门外自发办“千叟宴”，设筵宴请年过半百的老者，庆祝拗九节。

## 相关谚语
关于拗九节，榕城有许多谚语。比如“拗九寒，一寒抵九寒”，就是说若拗九天冷，以后就不冷。“拗九无寒节节寒”则是说，要是拗九不冷，之后几个节气就仍要受寒潮。以下列出部分福州话谚语，以福州话正字及平话字表记。
- （平话字：Â-gāu gàng, siŏh gàng séng siŏh gàng.）[30]
- （平话字：Â-gāu gàng, Chĭng-mìng gàng.）[30]
- （平话字：Â-gāu dâung ṳ̄ dâung gáu màng.）[30]
- （平话字：Â-gāu huô, làng-tàng â̤ cé̤ṳng uô. 此话中“拗九雨”又作“拗九祸[注 9]”）[30]

## 条目注释
1. ↑  与平潭当地的一则孝子为被囚父亲智送饭食之传说有关。[4]
2. ↑  闽俗中，正月分“三九”，廿九称为 “后九”。[6]
3. ↑  地瓜粉也叫番薯粉，由蕃薯淀粉等制成。
4. ↑  铸鐤环如今已并入学军路。[11]
5. 蜀，福州话，即“一”。[30]
6. 盪，福州话，下（雨雪等）。[30]
7. 盪遘暝，福州话，意指全年多雨。[30]
8. 嵐墰，福州话，指大巖石、砾巖。[30]
9. ↑  “雨”在福州话中多写作“祸”。[30]